# هوفانيس بدروس الثامن عشر
هوفانيس بدروس الثامن عشر هو بطريرك كيليكيا للأرمن الكاثوليك٬ بعد انتخابه بتاريخ 5 آب 1982.

## سيرته
ولد  هوفانيس كاسباريان  في مدينة القاهرة في عام 1927، درس اللاهوت في دير بزمار البطريركي في سنة 1943، وتابع دراساته العليا في الجامعة الغريغورية الحبرية في روما حيث درس الفلسفة واللاهوت، ورسم كاهناً في عام 1952.
تم تعيبنه في عام 1957 رئيساً للجالية الأرمنية الكاثوليكية في مصر. ومن بعدها عين رئيساً لأساقفة الكتيسة الأرمنية الكاثوليكية في العراق عام 1973.
بتاريخ 5 آب 1982 انتخبه السينودس الأرمني الكاثوليكي بطريركاً للكنيسة.
وكان من أبرز أعماله قيادة الكنيسة الأرمنية بنجاح خلال الأوقات الصعبة في مرحلة الحرب الأهلية اللبنانية وفترة ما بعد الحرب. كما أنه قام بعد اعلان استقلال أرمينيا بتعيين مطران للأرمن الكاثوليك في أرمينيا وجورجيا ومنطقة جافاخيتي.
تقاعد البطريرك هوفانيس بدروس الثامن عشر بعد بلوغه عمر 70 عاماً وذلك وفقاً لقوانين الكنيسة الأرمنية الكاثوليكية، وتوفي في لبنان بتاريخ 16 كانون الثاني 2011 بعد صراع طويل مع المرض.